# Бернштейн-Коган, Анна Матвеевна
Анна Матвеевна Бернштейн-Коган (фр. Anna (Annette) Bernstein-Kohan, в замужестве Гаузнер; 9 августа 1868, Кишинёв, Бессарабская область — после 1934, Ленинград) — российский и советский врач-хирург и учёный-медик, доктор медицины.

## Биография
Родилась в 1868 году в Кишинёве, в семье купца Матвея (Мотла, Мордко) Вольковича Бернштейн-Когана (родом из Одессы) и его жены Двойры (Доры) Бернштейн-Коган. Училась в Париже (бакалавриат, 1885; медицинская школа 1885—1889). Доктор медицины (1891).
Научные труды посвящены вопросам патофизиологии и хирургического лечения абсцессов и гнойных ран, сахарного диабета травматического происхождения. Автор монографий «Contribution à l'étude du Diabète traumatique» (1891) и «Contribution à l'étude du traitement des abcès froids (nouveau procédé d’ablation complèt)» (1893). Описала 45 случаев сахарного мочеизнурения после черепно-мозговых травм и других травматических повреждений; в некоторых из этих случаев глюкозурия была обнаружена сразу после травмы.
15 октября 1891 года в Кишинёве вышла замуж за доктора медицины Переца Калмановича (Петра Климентьевича) Гаузнера (1862—?). В 1900—1910-е годы жила с мужем в Одессе в доме № 30 по улице Осипова и доме Н. Стражеско № 2 по этой же улице. Работала училищным врачом и преподавала гигиену в Еврейском женском профессиональном училище А. М. Бродского по улице Большая Арнаутская, 5; практиковала как специалист по детским болезням.
В 1920-е — 1930-е годы уже как Анна Матвеевна Гаузнер практиковала в Ленинграде, где жила на улице 3 июля, №18 с сыном Дмитрием Петровичем Гаузнером (1894, Одесса — ?), инженером.

## Семья
- Внуки — Вадим Дмитриевич Гаузнер, режиссёр; Николай Дмитриевич Гаузнер, учёный в области политэкономии, доктор экономических наук.
- Братья — народоволец Лев Матвеевич Коган-Бернштейн и общественный деятель, доктор медицины Яков Матвеевич Бернштейн-Коган.
- Племянники — эсер, член Учредительного собрания Матвей Львович Коган-Бернштейн (1886—1918), экономико-географ Сергей Владимирович Бернштейн-Коган и актриса Мириам (Мария Яковлевна) Бернштейн-Коган, основоположница современного ивритского театра в Палестине; Сергей Иосифович Гаузнер (1907—?), инженер-метролог, автор научных трудов, монографий и учебников по технологиям взвешивания[16].